# Cantó de Doué-la-Fontaine
El cantó de Doué-la-Fontaine és un cantó francès del departament de Maine i Loira, situat al districte de Saumur. Té 12 municipis i el cap es Doué-la-Fontaine.

## Municipis
- Brigné
- Concourson-sur-Layon
- Dénezé-sous-Doué
- Doué-la-Fontaine
- Forges
- Louresse-Rochemenier
- Martigné-Briand
- Meigné
- Montfort
- Saint-Georges-sur-Layon
- Les Ulmes
- Les Verchers-sur-Layon

## Història
| Data d'elecció                           | Identitat                     | Partit                                                    | Qualitat |
| ---------------------------------------- | ----------------------------- | --------------------------------------------------------- | -------- |
| 1919-1961                                | Jean de Geoffre de Chabrignac | UNR                                                       |          |
| 1961-1992                                | Joseph Touchais               | Divers droite, després UDF-Centre dels Demòcrates Socials |          |
| 1992-2004                                | Jean-Pierre Pohu              | app. RPR                                                  |          |
| 2004-                                    | Bruno Cheptou                 | PS                                                        |          |
| les dades anteriors no són pas conegudes |                               |                                                           |          |
|                                          |                               |                                                           |          |

## Demografia
| A partir de 1990: Població sense dobles comptes |